# بيكي لينش
ريبيكا كوين (بالإنجليزية: Becky Lynch) (ولدت في 30 يناير 1987) هي مصارعة أيرلندية محترفة تعمل حاليا في اتحاد دبليو دبليو إي تصارع في عرض سماكداون لايف تحت أسم بيكي لينش.
بدأت كوين التدرب على المصارعة على يد فيرغال ديفيت وبول تراسي في يونيو 2002، وظهرت لأول مرة كمصارعة بعد خمسة أشهر. في البداية كانت تعمل في أيرلندا فقط وأحيانا تتعاون مع شقيقها، وسرعان ما وسعت مجال عملها إلى بقية دول أوروبا تحت أسم ريبيكا نوكس، تصارع بالعادة للمنظمة الفرنسية كوينز أوف كايس، حيث فازت ببطولة العالم لكوينز أوف كايس في عام 2006. هي أيضا صارعت المنظمة الأنجليزية ون برو رسلينق والمنظمة الألمانية جيرمان ستامبيدي رسلينق. وصارعت أيضا في منظمة سوبرقيلرز رسلينق (فرع من منظمة أكستريم كانيديان شاميونشيب رسلينقECCW) حيث كانت البطلة الأولى لبطولتهم بطولة سوبرقيلرز وحملت البطولة لمدة 10 أشهر ويومان. ظهرت أيضا شيك-فايتIII ووصلت للمرحلة الثانية من المسابقة. في 2006، ظهرت في منظمة النساء شمر وومنز أثليز Shimmer وشاركت في سلسلة من المباريات أمام المصارعة دايزي هايز، بما في ذلك مباراة من نوع 2 من 3 تثبيتات.
في سبتمبر 2006، كوين عانت من أصابة في الرأس أثناء مباراة في ألمانيا، وتم تشخيص الأصابة بأضرار متحملة لعصب الجمجمة الثامن. كان من المقرر لها أن تعود للمصارعة في 2008 ولكن لم تظهر في تلك الأمسية، مشيراٌ إلى أنها لم تعد تشعر ان المصارعة هي الخيار الصحيح لها في ذلك الوقت. ثم عادت بعد ذلك إلى شمر كمديرة أعمال في 2011، قبل أن توقع عقد مع اتحاد دبليو دبليو إي. وبعد صعودها إلى العروض الرئيسية في يوليو 2015، أصبحت أول بطلة لبطولة سيدات سماك داون في عرض باكلاش تاريخ سبتمبر 2016، وحملت البطولة لمدة ثلاثة شهور تقريبا مما يجعلها أطول من حمل بطولة سيدات سماك داون بمعدل 84 يوماً.

## مسيرتها في مصارعة المحترفين

### التدريب وبداية مسيرتها (2002-2005)
عندما كانت مراهقة، كوين سمعت أن فيرغال ديفيت وبول ترايسي سيفتحان مدرسة لتعليم المصارعة في أيرلندا، بداية يونيو 2002، أنتهى بها الأمر تتدرب هناك مع أخيها. ظهرت لأول مرة كمصارعة محترفة بعد خمس شهور في 11 نوفمبر، تحت أسم ريبيكا نوكس. وقد تعاونت مع أخيها في عدة مباريات فرق مختلطة بداية مسيرتها. هي أيضا تدربت في المنظمة البريطانية NWA UK هامرلوك.

### المنظمات الأوربية (2005-2008)
في بداية مسيرتها، نوكس صارعت في أيرلندا وخسرت للمصارعة الأنجليزية أيدن بلاك بعرض NWA أيرلندا بمدينة دبلن.
في 13 مايو 2005، نوكس أنتصرت على المصارعة الأنجليزية سكاي في أول عرض لكوينز أوف كايس في تولوز، فرنسا. في 7 أغسطس، نوكس ظهرت بعرض أتحاد فايتنق سبيرت، حيث تصارعت في مباراة رباعية الأطراف لبطولة العالم لكوينز أوف كايس أمام البطلة نيكيتا وجيرسي وسويت سارايا. عندما تخلت نيكيتا عن بطولة العالم لكوينز أوف كايس، نوكس انتصرت على سارايا للفوز بالبطولة في 4 يونيو 2006 في تشويلي، فرنسا. حملت البطولة لمدة شهرين ونصف، ونجحت في الدفاع عنه أمام سكاي في 10 سبتمبر، قبل أن تخسره لصالح سارايا في عرض وورلد أساسوياشن رسلينق (WAW) في قريت يارموث، إنجلترا في 23 سبتمبر.
خلال عام 2006، نوكس صارعت لمنظمة ون برو رسلينق. في 10 سبتمبر، نوكس صارعت لمنظمة أنترناشونال رسلينق زون، منتصرة على أيمل سيتوسي وروبي مينيرو في مباراة ثلاثية. في 26 سبتمبر، نوكس صارعت للمنظمة جيرمان ستامبيدي رسلينق، حيث خسرت لصالح المصارع الفنلندي كيسو في مباراة فردية. خلال المباراة، نوكس عانت من قطع فوق عينها وتلقت الغرزات لذلك. نوكس بعدها نشرت على موقعها الخاص أنها تعاني من صداع في الراس ومشاكل في الرؤية وأصوات عالية في أذنها اليسرى منذ تلقي الإصابة، كما تم تشخيص الأصابة بأضرار محتملة لعصبها القحفي الثامن، ونتيجة لذلك ألغيت جميع حجوزاتها لبقية العام. كان من المتوقع أن تشارك في عرض تسجيل تلفزيوني لصالح تشيك-فايت في 4 مايو 2008، ولكن تم أزالتها من العرض بعد عدم ظهورها في عرض شمر، مشيراٌ إلى أنها لم تعد تشعر ان المصارعة هي الخيار الصحيح لها في ذلك الوقت.

### المنظمات اليابانية (2005-2006)
في نوفمبر 2005، نوكس أكملت جولة مدتها أسبوعين في اليابان، حيث صارعت في لعرض انترناشونال وومنز قراند بريكس، وتعاونت مع كل من أجا كونق وقران هامادا في الحدث الرئيسي لكل عرض، ولم يخسروا. خلال هذه الجولة في 9 نوفمبر، نوكس فازت بمعركة ملكية لثمانية أشخاص في قاعة كوراكوين في طوكيو. عادت نوكس مرة أخرى إلى اليابان في أغسطس 2006، منتصرة على يوري يوراي في مباراة فردية تاريخ 13 أغسطس، قبل أن تتعاون مع يوكي ميازاكي لينتصروا على فريق لا أمبولا وكيمورا تاريخ 18 أغسطس، وبعدها بيومان خسرت لصالح كيمورا في مباراة فردية.

### منظمات أمريكا الشمالية (2005–2008; 2011)
في 2005، نوكس أنضمت إلى منظمة سوبرقيلرز رسلينق (فرع من منظمة أكستريم كانيديان شاميونشيب رسلينقECCW)، ظهرت لأول مرة في عروضهم وبدأت عداوة مع مس شيفوز وأنتصرت عليها في سوري بولاية كولومبيا البريطانية في كندا تاريخ 17 مايو، قبل أن تخسر لها في بورت كوكويتلام (كولومبيا البريطانية) بعد شهر في 17 يونيو. في الليلة التالية، نوكس تعاونت مع كالوم ماكبيث لينتصروا على مس شيفوز وتوني تيسوي في مباراة فرق مختلطة في فانكوفر، كندا. في 24 يونيو، نوكس أنتصرت على مس شيفوز بعرض لECCW في سوري، كولومبيا البريطانية لتصبح أول بطلة لمنظمة سوبرقيلرز. نوكس نجحت في الدفاع عن اللقب في أمام لو فيستو تاريخ 23 سبتمبر في أول DVD خاص لمنظمة سوبرقيلرز، حين ضربت لو فيستو بالبطولة ومدير أعمال نوكس سكوتي ماك ينفذ حركة باوربومب على لو فيستو على الطاولة. هي أيضا نجحت في الحفاظ مرتين في الليلة التالية، الأول كان أمام شيرليدر ميلسا حين نفذ سكوني حركة سوبر كيك على ميلسا بذلك سمح لنوكس لتثبيتها، ثم ضد ماديسون، حين قامت نوكس بشكل غير قانوني باستخدام الحبال لتثبيت ماديسون. في عرض الأحتفالية العاشرة لـ ECCW شهر يناير 2006، حين أنتصرت على أل فانتاسمو في مباراة مختلطة. في مارس، نوكس دخلت في عداوة مع نيكي ماثيوز، وأنتصرت عليها في التسجيلات التلفزيونية لـECCW في 25 مارس متعاونة مع قيرف سيرا وسيد سيلوم لينتصروا على ماثيوز وفانتاسمو وكايل أورايلي تاريخ 31 مارس. في 8 أبريل، نوكس أنتصرت فيرونيكا. نوكس حملت بطولة سوبرقيلرز لمدة 10 شهور ويومين، قبل ان تخسره لصالح ليزا موريتي في 21 أبريل 2006 .
في 14 أكتوبر 2005، نوكس ظهرت في منظمة نيو أينقلند شامبيونشيب رسلينق (NECW) في عرض لهم كان في فرامينغهام (ماساتشوستس)، حيث شاركت في مباراة رباعية الأطراف وأنتصرت في المباراة المصارعة فيوليت فليم. لاحقا في ذلك الشهر، نوكس شاركت في النسخة الثالثة من الدورة الخاصة بمنظمة الل برو رسلينق (APW) دورة تشيكفايت في هايوارد (كاليفورنيا) حيث أنتصرت على مورغان في الجولة الأولى تاريخ 28 أكتوبر ولكن خسرت للفائزة في الدورة ماريكو يوشيدا في الجولة الثانية لاحقا في تلك اللليلة. في الليلة التالية، تعاونت مع شيرليدر ميلسا وتيفاني وخسروا امام رين ومورغان وهايلي هاتريد في مباراة فرق سداسية في عرض لمنظمة APW. هي أيضا شاركت في منظمة AWA Pinnacle تاريخ 21 يناير و26 يناير من عام 2006، اولها كان حين شاركت كـ حكم في مباراة بين كادين ماثيوز وو كريستفور ريسيك، مساعدة ريسيك لينتصر بواسطة ضرب ماثيوز بالكرسي. في 26 فبراير، تعاونت مع ريسيك هزموا من قبل ماثيوز في مباراة غير متكافئة الأطراف في باسيفيك، واشنطن.
نوكس بدأت في العمل مع المنظمة الخاصة بالنساء في منظمة شمر وومنز أثليز Shimmer في 2006، وفي أول مباراة لها للمنظمة في تسجيلات الDVD الثالث لهم، نوكس أنتصرت على ألسون دينجر تاريخ 12 فبراير، وأوضحت انها تلعب دور الشريرة بعد ان قامت بتزيف أصابتها، حين كانت في الحدث الرئيسي في تسجيلات الدي في دي ال34 لاحقا في تلك الليلة، خسرت لصالح دايزي هايز، مما أدى إلى عداوة بينهم. في تسجيلات الدي في دي الخامس تاريخ 21 مايو، قامت بمهاجمة هايز بعد أول مباراة لهايز أمام بورتيا بيريز، منفذا حركة جيرمان سوبلكس على هايز، قامت بهزيمة هايز في مباراة أثنان من ثلاثة تثبيتات لاحقا في تلك الأمسية. المباراة أستمرت لمدة 29 دقيقة وقال عنها المنظم ديف برازاك انها أفضل مباراة نساء شاهدها في الولايات المتحدة منذ سنوات. في أعادة لأول مباراة لها للمنظمة، نوكس أنتصرت على دينجر في تسجيلات الدي في دي السادس لشمر. نوكس كان من المفترض ان تصارع هايز في مباراة أيرون وومن في تسجيلات الدي في دي الخاص بشمر، ولكن بسبب الأصابة القوية التي حدثت لها في ألمانيا تم ألغاء المباراة. نوكس كان من المقرر لها أن تظهر في عرض شمر تاريخ 26 أبريل 2008، ولكنها لم تظهر مشيراٌ إلى أنها لم تعد تشعر ان المصارعة هي الخيار الصحيح لها في ذلك الوقت. مع ذلك، نوكس عادت إلى شمر تاريخ 26 مارس 2011 كمديرة أعمال لفريق الأم والأبنة الحقيقي - بريتاني نايت وسارايا نايت.

### دبليو دبليو إي

#### أن أكس تي(2013-2015)
في 8 أبريل 2013 تم الأعلان أن كوين وقعت عقد تطويري لمدة سنتين مع دبليو دبليو إي وتم أرسالها إلى فلوريدا للأتحاد التطويري التابع لهم أن أكس تي. في 29 أغسطس، تم الأعلان عن الأسم الجديد لكوين وهو بيكي لينش، وظهرت لأول مرة في عرض محلي لأن أكس تي في نوفمبر.
لينش ظهرت لأول مرة على التلفاز في 26 يونيو 2014 بعرض أن أكس تي وأنتصرت على سمر راي. في 3 يوليو من أن أكس تي، لينش تعاونت مع بايلي وخسروا أكثر من مرة لصالح فريق بي أف أف (BFFs) (شارلوت فلير وساشا بانكس) في مباريات فرق. لينش قضت الثلاث شهور التالية في مباريات ليست على اللقب أمام شارلوت فلير، خسرت ثلاث مرات متتالية. في 23 أكتوبر بعرض أن أكس تي، لينش أنحازت إلى ساشا بانكس بمهاجمتها لبايلي، وبذلك تحولت إلى الشخصية المكروهة. وعرفوا بأسم فريق B.A.E. (الأفضل في كل شي)، بدا التحالف بالتفكك بعد أن كلفت بانكس لينش مباراتها أمام بايلي في فبراير 2015 .
في 11 فبراير بعرض أن أكس تي تايك أوفر: ريفال، لينش شاركت في مباراة رباعية الأطراف على بطولة سيدات ان اكس تي، ساشا بانكس أنتصرت في تلك المباراة. في 22 أبريل بعرض أن أكس تي، لينش أنتصرت في مباراة ثلاثية الأطراف أمام بايلي وشارلوت فلير لتصبح المنافسة الأولى على بطولة سيدات ان اكس تي. في 20 مايو بعرض أن أكس تي تايك أوفر: أنستوبيبل، لينش لم تنجح في الأنتصار على ساشا بانكس، وظهرت بمظهر جديد ملهم من شخصية شاندرا نالار، وبالتالي أنتقلت إلى العروض الرئيسية. تلقت المباراة أشادة واسعة النظاق، مع ثناء على أداء كل منهما.

#### فريق PCB وثورة النساء (2015-2016)
لينش ظهرت لأول مرة بشكل رسمي في العروض الرئيسية في 13 يوليو بعرض راو، مع كل من شارلوت فلير و‌ساشا بانكس، بعد أن بدأت ستيفاني مكمان ثورة في قسم النساء الخاص بالدبليو دبليو إي وأتحدت لينش و‌شارلوت فلير مع بايج التي كانت في عداوة مع فريق البيلا (أليشا فوكس و‌بري ونيكي بيلا)، ساشا بانكس أتحدت مع كل من نايومي و‌تامينا وبدا شجار بين الفرق الثلاثة. الثلاثي شارلوت و‌بيكي لينش و‌بايج قاموا بإطلاق على فريقهم أسم PCB (بي سي بي) -أول حرف من أسمائهم-. لينش صارعت لأول مرة في العروض الرئيسية في 20 يوليو بعرض راو، حين خسرت هي وبايج لصالح ساشا بانكس ونايومي. ولكنها تمكنت من الحصول على أنتصارها الأول تاريخ 28 يوليو بعرض ماين إيفينت أمام بري بيلا. الثلاثة فرق تواجهوا في سمرسلام (2015) في مباراة ثلاثية أقصائية، وأنتصر فريق PCB بعد أن قامت بيكي لينش بتثبيت بري بيلا.
في 31 أغسطس، شارلوت فلير تغلبت على فريقها وبقيت النساء في أول تحدي أهزم الوقت خاص بالنساء -Beat the Clock- وبذلك أصبحت المنافسة الأولى على بطولة الديفاز أمام نيكي بيلا. شارلوت فلير تمكنت من هزيمة نيكي بيلا وأصبحت بطلة بطولة الديفاز. خلال أحتفال شارلوت بالأنتصار، في الليلة التالية في عرض الراو، بايج أنقلبت على صديقاتها، حيث أدعت ان شارلوت فلير موجودة بسبب والدها ريك فلير، وأن لينش «الأقل أهمية»
في قسم النساء. وخلال شهر أكتوبر، بدا ان بايج تصالحت مع شارلوت فلير وبيكي لينش فقط لكي تهاجمهم بعدها وبذلك أعلن حل فريق PCB بشكل رسمي. في 2 نوفمبر بعرض راو، لينش فشلت في الأنتصار في المباراة الرباعية لتحديد المنافسة الأولى لتنافس شارلوت فلير على بطولة الديفاز، والتي انتصرت بها بايج بعد أن قامت بتثبيتها. في الأسبوع التالي بعرض راو، لينش أنتقمت من بايج وأنتصرت عليها في مباراة فردية.
في 30 نوفمبر بعرض راو، شارلوت فلير بدأت بالتلميح إلى الشخصية المكروهة بعد أن هزمت لينش عندما قام بتزيف أصابة لها فركبتها وذلك بعد تدخل والدها. خلال شهر ديسمبر، العلاقة بين شارلوت وبيكي لينش أستمرت بالتوتر. وبعد أن أنتصرت عليها في عرض 4 يناير 2016، شارلوت فلير قامت بمهاجمتها وتحولت بذلك للشخصية المكروهة. لينش بعدها بثلاث أيام قامت بتحديها على البطولة بعرض سماكداون وأيضا تحدتها في عرض رويال رامبل 2016، ولكن خسرت في المباراتان بسبب تدخل من ريك فلير.
في فبراير، أصبحت تشارك مع عدوتها السابقة ساشا بانكس في عدائها مع نايومي وتامينا، مما أدى إلى تحالفهم وأنتصارهم على نايومي وتامينا في عرض فاستلاين 2016 تاريخ 21 فبراير. في الليلة التالية بعرض راو، تم الأعلان ان بيكي لينش وساشا بانكس سيلعبان مباراة لتحديد المنافسة الأولى لتنافس شارلوت فلير على البطولة في عرض راسلمينيا 32, المباراة الأولى أنتهت بتعادل بسبب تثبيت ثنائي -الأثنان يثبتا بعضهم في نفس الوقت- والمباراة الثانية انتهت بعد أن تدخلت شارلوت فلير وضربت الأثنتان. ونتيجة لذلك تم تحديد مباراة ثلاثية بين ساشا بانكس وبيكي لينش وشارلوت على بطولة الديفاز في عرض راسلمينيا 32 تاريخ 3 أبريل. وتم الأعلان عن أستبدال بطولة الديفاز ببطولة النساء الجديدة والفائز في راسلمينيا 32 سيكون البطل. ومع منافسة الثلاث نساء في مباراة ثلاثية، لم تنجح لينش بالفوز في المباراة والفوز في أول مباراة راسلمينيا لها.
بعد راسلمينيا 32، لينش دخلت في عداوة مع أيما بعد خسارتها لها في 2 مايو بعرض راو، ولكن حصلت على أنتقامها هي وناتاليا بعد أن أنتصروا عليها وعلى شارلوت فلير بعد ثلاث أيام بعرض سماكداون. في 9 مايو بعرض راو، رفيقة أيما بعرض أن أكس تي المصارعة دانا بروك ظهرت لأول مرة في العروض بعد أن هاجمت لينش خلال فقرة كانت خلف الكواليس. بعدها بثلاث أيام في 12 مايو بعرض سماكداون، لينش خسرت لصالح دانا بروك بعد تشتيت من قبل أيما، وتكرر الحدث مرة أخرى في 16 مايو بعرض راو. في 19 يونيو بعرض ماني إن ذا بانك، لينش وناتاليا خسروا لصالح شارلوت فلير ودانا بروك، بعد المباراة ناتاليا هاجمت لينش وبذلك تحولت للشخصية المكروهة. وبعد عدة هجمات بين الأثنتان تم الأعلان عن مباراة بينهم في عرض باتل جراوند تاريخ 24 يوليو، وأنتصرت لينش على ناتاليا في تلك الأمسية.

#### بطلة سيدات سماك داون(2016-2017)

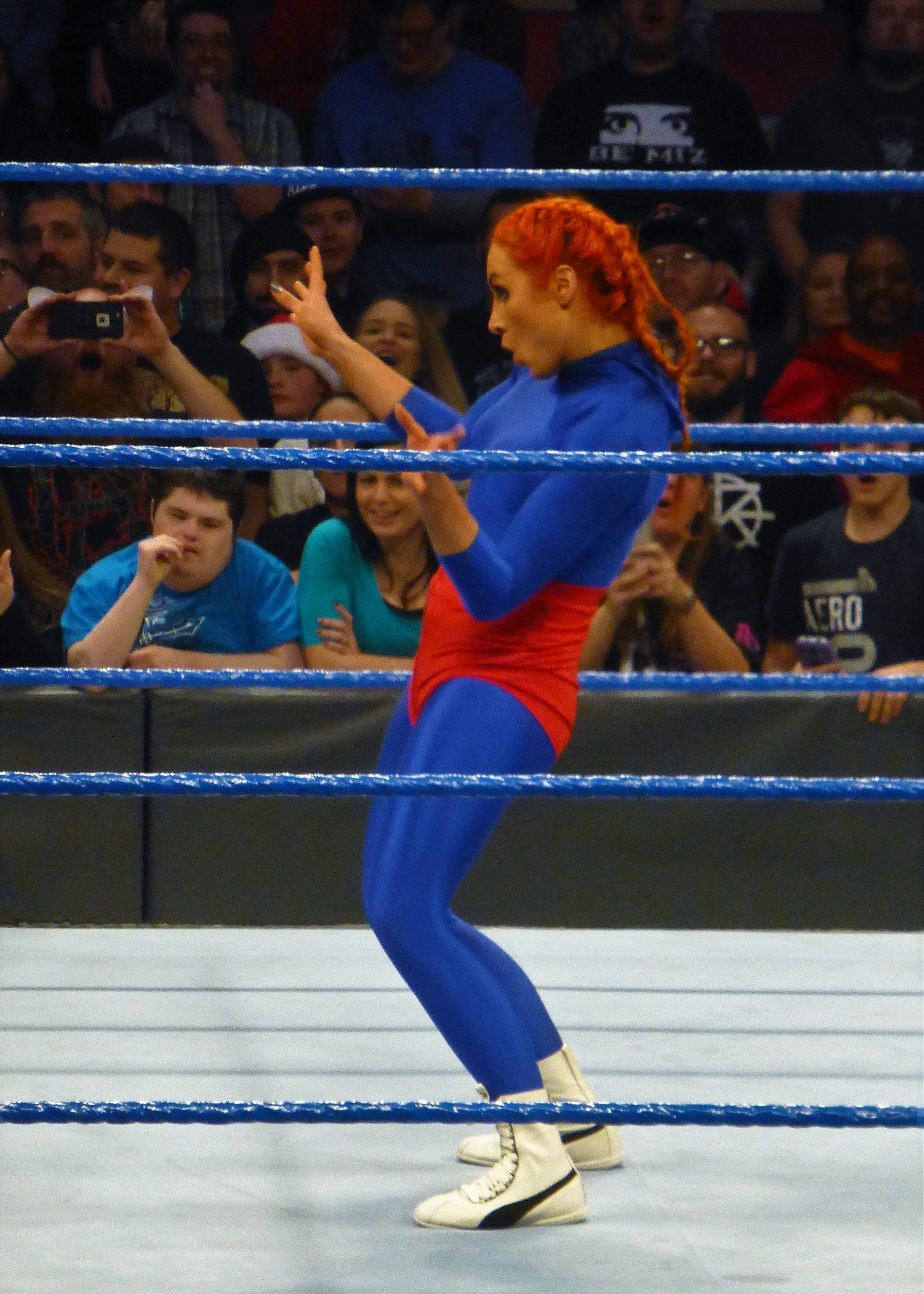
لينش في ديسمبر 2016.

بعد أن تم نقلها إلى عرض سماكداون كجزء من مشروع WWE Draft -تبادل النجوم- في 19 يوليو. لينش ظهرت لأول مرة في العرض تاريخ 26 يوليو منتصرا على ناتاليا. في 16 أغسطس عرض سماكداون لايف، لينش تعاونت مع كارميلا وأنتصروا على اليكسا بليس وناتاليا بعد تشتيت من قبل إيفا ماري ونايومي. لاحقا تم الأعلان عن مباراة فرق سداسية لعرض سمر سلام 2016، لينش وكارميلا ونايومي ضد اليكسا بليس وناتاليا وإيفا ماري، ولكن بعد أيقاف إيفا ماري في 18 أغسطس تم أستبدالها من قبل العائدة بري ونيكي بيلا وخسر فريق لينش المباراة في العرض تاريخ 21 أغسطس. في عرض باكلاش تاريخ 11 سبتمبر، لينش أنتصرت في نزال سداسي بعد أن قامت بأقصاء كارميلا لتصبح بذلك أول بطلة لسيدات سماك داون، وبذلك تكون حققت أول بطولة لها في دبليو دبليو إي. كان من المقرر لها الدفاع عن البطولة لأول مرة في عرض نو ميرسي أمام اليكسا بليس ولكن تم تأجيل المباراة بسبب أصابة لينش. وتقرر لعب المباراة تاريخ 8 نوفمبر في عرض سماكداون لايف، ونجحت لينش في الحفاظ على البطولة، ولكن بطريقة مثيرة للجدل حيث ان الحكم لم ير قدم بليس التي كانت تحت الحبال حين أستسلمت لحركة لينش القاضية. لينش كانت جزء من فريق سماك داون في عرض سرفايفر سيريس 2016 تاريخ 20 نوفمبر، حيث كانت أخر أمراة من فريق سماكداون يتم أستقصائها خلال مباراة الفرق 5-5 التقليدية.
في تي إل سي تاريخ 4 ديسمبر، لينش خسرت البطولة لصالح اليكسا بليس في مباراة طاولات. في ديسمبر، حدثت حادثة بين لينش وبليس وظهرت شخصية لا لوتشدروا وقامت الأثنتان بتقمص الشخصية ومهاجمة بعضهم البعض، إلى ان قامت لا لوتشدروا بالأخير تقوم بمساعدة بليس وتم كشف الشخصية والتي هي المصارعة العائدة ميكي جيمس بعد خسارة لينش لصالح بليس في مباراة قفص حديدي، والتي كانت المباراة الرئيسية (المين أيفنت) لعرض سماكداون تاريخ 17 يناير 2017. في العرض لمهرجان رويال رامبل 2017، لينش تعاونت مع نايومي وبري ونيكي بيلا وأنتصروا على اليكسا بليس وناتاليا وميكي جيمس. في عرض المنيشن شيبر تاريخ 12 فبراير 2017، لينش أنتصرت على ميكي جيمس في مباراة فردية، ولكن خسرت في مباراة الأعادة بعرض سماكداون تاريخ 14 فبراير. لينش أيضا فشلت في أستعادة البطولة خلال مباراة أقيمت على البطولة الشاغرة أمام اليكسا بليس تاريخ 21 فبراير بعرض سماكداون لايف.

#### عداوات مختلفة (2017-إلى الآن)
في 11 أبريل بعرض سماكداون لايف، خلال فترة Superstar Shakeup -خلط النجوم- تم نقل تامينا وشارلوت فلير إلى عرض سماكداون لايف. وبعد حصول شارلوت فلير على فرصة على البطولة، ناتاليا وتامينا وكارميلا أصبحوا غيورون منها وشكلوا فريق «لجنة الترحيب». وحاولوا إقناع لينش أن تنضم أليهم. في 2 مايو بعرض سماكداون لايف وبعد أسابيع من محاولات الأقناع من قبل «لجنة الترحيب»، وخلال هجومهم على شارلوت فلير ونايومي، لينش أختقلت أنضمامها اليهم وبعدها قامت بمهاجمتهم. في عرض باكلاش، لينش تعاونت مع شارلوت فلير ونايومي في مباراة فرق نساء سداسية وخسروا لصالح فريق «لجنة الترحيب» (ناتاليا وتامينا وكارميلا).
دخلت في عداوة مع شارلوت فلير على لقب سماك داون للسيدات ودخلت في مباراة ثلاثية على اللقب ضد شارلوت وآسكا والتي انتهت بفوز آسكا باللقب.
بعد فوز بيكي لينش بالرويال رامبل النسائي 2019 تطورت عداوات بيكي لتتضمن روندا راوزي عندما اختارتها للمنافسة على لقب نساء راو في الريسيلمينيا ولكن بعد تدخل فينس مكمان انتهى الأمر بتحول النزال إلى نزال ثلاثي بين بيكي لينش وتشارلوت فلير وروندا راوزي على لقب سيدات راو ولكن بعد فوز شالوت فلير بلقب سيدات سماك داون قبل الريسلمينيا باسبوع لتعلن ستيفاني مكمان لتحول النزال لنزال على لقبين سماك داون وراو للسيدات والفائزة تتوج بطلة كلاً من سماك داون وراو لينتهي النزال بفوز عظيم وتتوج بطلة سماك داون وراو.

## وسائل الإعلام الأخرى
كوين كانت مؤدية مشاهد خطيرة في مسلسل فايكنقز في عام 2013.
لينش ظهرت لأول مرة في ألعاب الفيديو كشخصية قابلة للعب في لعبة WWE 2K17.
هي أيضا تظهر في قناة المصارع أكزافير وودز على اليوتيوب قناة UpUpDownDown تحت أسم "Soulless Senpai".
أغنية دخولها يتم تشغيلها بعد كل هدف يتم أحرازه من قبل فريق الهوكي الأمريكي فريق «سان خوسيه باراكودا».

## الحياة الشخصية
كوين من محبي مصارعة المحترفين منذ الطفولة وكانت تشاهدها مع أخيها. أخيها أيضا مصارع تحت أسم قونزو دي موندو. شاركت في ركوب الخيل والسباحة وكرة السلة. قبل أن تبدا التدرب على المصارعة، كوين قالت انها اتجهت إلى طريق سيئ بإدمان الكحول والماريجوانا ولكن المصارعة ساعدتها على التخلي عنها.
كوين ذهبت للجامعة لدراسة الفلسفة والتاريخ والسياسة، ولكن قالت انها «كرهت» واخرج من الجامعة. كانت تخطط للعودة إلى الكلية لدراسة الدراسات الصحية وممارسة الرياضة. كمصارعة، قالت أنها كسرت كلا كاحليها وعانت من فقرتين قبل عام 2005.
خلال الوقت التي كانت مبتعدة عن المصارعة فيه، كوين عملت كممثلة وشاركت في العديد من المسرحيات في عامي 2011 و2012. تخرجت مع درجة بكالرويس في التمثيل مع معهد دبلن للتكنولوجيا وذهبت لجامعة كولمبيا شيكاغو ومدرسة جايتي للتمثيل. أيضا عملت كمضيفة طيران مع شركة أير لينغس لمدة عامين ونصف، وفي مايو 2019 كانت كوين في علاقة عاطفية مع المصارع سيث رولينز، اعلنا الزوجين خطبتهما في أغسطس 2019 وتزوجا في يونيو 2021 وانجبا طفلتهم «روكس»

## في المصارعة
- الضربة القاضية
  - كـ بيكي لينش
    - بيكس-بليكس (سوبلكس)
    - ديس-أرم-هير
    - فور-ليق كلوفر
    - سايد سلام

  - كـ ريبيكا نوكس
    - سوبكلس
    - هارد نوكس (سوبلكس سلام)
- حركات معروفة بها
  - باك كيك
  - كورنر سايد كيك
  - اوربيان ابركت
  - فلاينق فور ارم
  - دي دي تي
  - سوبلكس
  - ليق دروب
  - ارم دراق
- المدراء
  - سكوتي ماك
  - شارلوت فلير
  - بايج
  - نايومي
- قامت بإدارة
  - سلالة نايت (بريتاني نايت وسارايا نايت)
  - شارلوت فلير
  - بايج
- ألقابها
  - «كي-نوكس»
  - «بيكي بالبوا»
  - «ذا أيرش لاس كيكر»
  - «ميدن أيرلندا»
- أغاني الدخول
  - «يو كانت تش ذس» من قبل إم سي هامر (الأتحادات المستقلة)
  - «كلتك أنفاشن» من قبل CFO$ (من 18 ديسمبر 2014 - إلى الآن) (NXT/WWE)

## البطولات والإنجازات
- كوينز أوف كايس
  - بطولة العالم لكوينز أوف كايس (مرة واحدة)
- سوبرقيلرز رسلينق
  - بطولة سوبرقيلرز (مرة واحدة - أول بطلة)
  - مسابقة بطولة سوبرقيلرز (2005)
- مجلة برو رسلينق أليستريتد
  - تم تصنيفها في المرتبة 4# في قائمة أفضل 50 مصارعة لعام (2016)
- نشرة ريسلنق أوبزيرفر
  - أسوء عداوة في السنة (فريق PCB ضد فريق BAD ضد فريق البيلا)
- دبليو دبليو إي
  - بطولة سيدات سماك داون (مرتين - أول بطلة)
  - بطلة سماك داون وراو للسيدات معاً

## وصلات خارجية
- بيكي لينش على موقع دبليو دبليو إي (الإنجليزية)
- بيكي لينش على موقع WrestlingData.com (الإنجليزية)
- بيكي لينش على موقع CageMatch worker (الإنجليزية)
- بيكي لينش على موقع قاعدة بيانات المصارعة على الإنترنت (الإنجليزية)
- بيكي لينش على موقع عالم المصارعة على الإنترنت (الإنجليزية)
- بيكي لينش على موقع عالم المصارعة على الإنترنت (الإنجليزية)

- بيكي لينش في دبليو دبليو إي دوت كوم
- بيكي لينش على موقع IMDb (الإنجليزية)
- بيكي لينش على موقع قاعدة بيانات الفيلم (الإنجليزية)